# Arkagyij Petrovics Gajdar

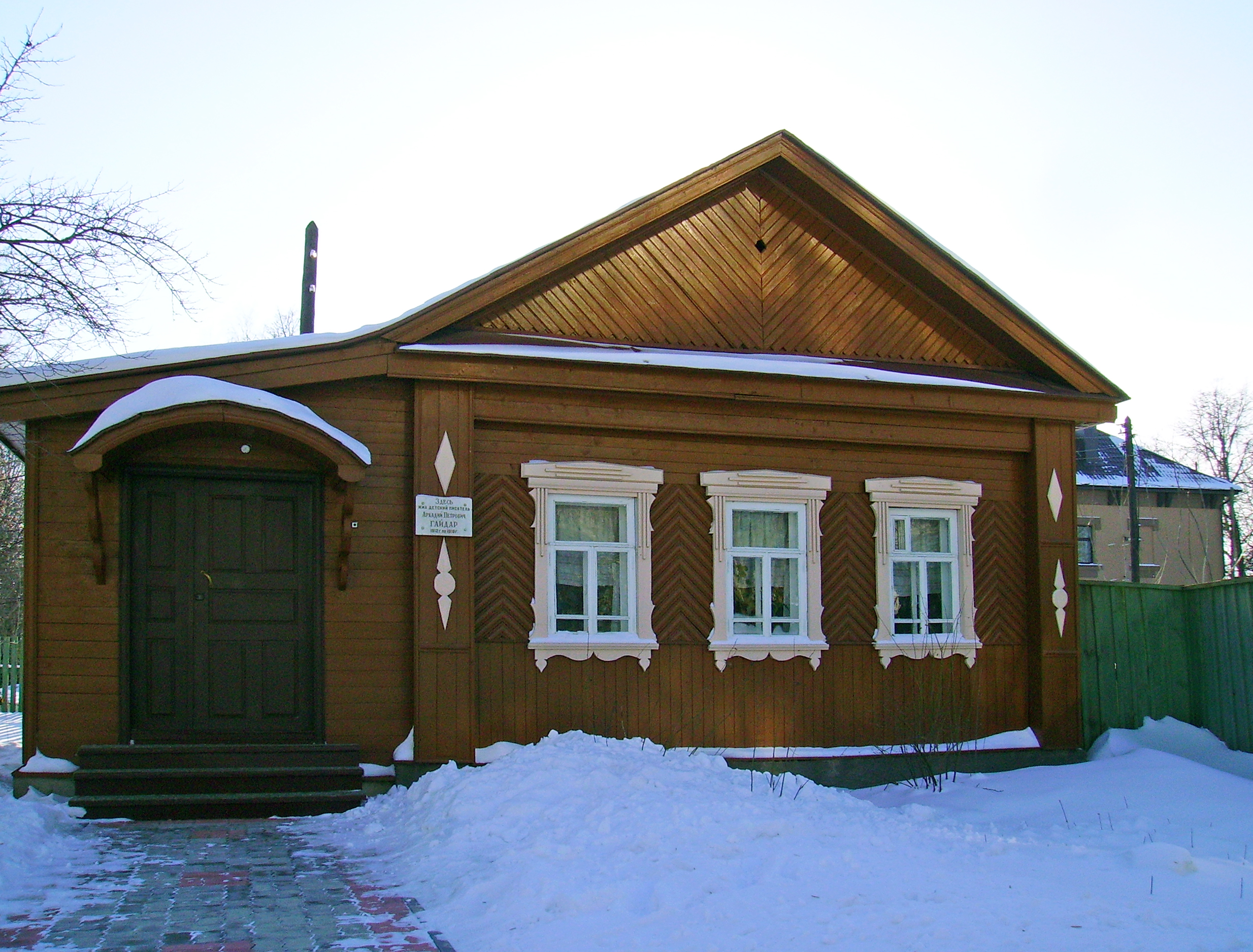
A ház, ahol Arkagyij Gajdar gyermekkorában élt, jelenleg emlékmúzeum (Arzamasz)

Arkagyij Petrovics Gajdar (Аркадий Петрович Гайдар, eredeti nevén Golikov) (Lgov, 1904. január 22.. – Lepljavo, 1941. október 26.) orosz ifjúsági író.

## Élete
Pedagóguscsaládból származott. Már korán, tizennégy esztendősen a Vörös Hadsereg katonája lett, tizenhét évesen pedig zászlóalj-parancsnoknak nevezték ki. 

„Mindössze tizennégy éves voltam, amikor beálltam a Vörös Hadseregbe. De magas voltam, széles vállú, és – persze – azt hazudtam, hogy már betöltöttem a tizenhatot. Sok frontot megjártam, harcoltam Petljura ellen, a lengyel és a kaukázusi fronton, az ország belsejében az Antonovscsina ellen, s végül Mongólia határának közelében.”

– Arkagyij Gajdar önéletrajza, 1937

A második világháborúban a Komszomolszkaja Pravda haditudósítójaként vett részt. A Délnyugati front egységeinek bekerítése után, 1941 szeptemberében csatlakozott egy partizáncsoporthoz, amelyben géppuskásként harcolt. A németekkel vívott összecsapásban vesztette életét 1941. október 26-án az ukrajnai Lepljavo falu közelében. Kanyivban temették el.
Gajdar fia, Timur később ellentengernagy lett a flottánál, unokája, Jegor ismert közgazdász és politikus, aki többek között 1992-ben Oroszország ügyvivő miniszterelnöke is volt.

## Művei
Irodalmi működését 1925-ben kezdte, és az ifjúság számára kalandos kisregényeket, elbeszéléseket alkotott. Alkotásainak jellegzetessége a nevelő célzat. Leghíresebb művei: 
- RVSZ (РВС), (1926)
- A négyes számú fedezék (Четвертый блиндаж), (1935)
- A dobos története (Судьба барабанщика), (1938)
- Csuk és Gek (Чук и Гек), (1939)
- Timur és csapata (Тимур и его команда), (1940, ifjúsági regény) – Magyarországon és a kelet-európai országokban sokáig igen olvasott és népszerű mű volt.

### Magyar fordítások
- Timur és csapata; ford. Szőllősy Klára; Dante, Bp., 1946
- A dobos története; ford. Szöllősy Klára; Dante, Bp., 1947
- Timúr és hadnagyai; ford. Pártos Zoltán; Az Orosz Könyv, Bukarest, 1947
- Csuk és Gek; ford. Raab Gábor; Dante, Bp., 1948
- Távoli vidékek; ford. Kóbor Noémi; Új Magyar Kiadó, Bp., 1949
- R. V. Sz. Ifjúsági regény; ford. Koltai Sándor; Révai, Bp., 1949
- Iskola; ford. Árkos Antal; Franklin, Bp., 1949
- Messzi tájak; ford. Dobó Ferenc; Ifjúsági, Bukarest, 1949 (Irodalmi kiskönyvtár)
- Árkádij Gajdar: Tyimur és csapata; ford. Sándor László; Területi Könyv- és Újságkiadó, Uzshorod, 1949
- Iskola. Regény; ford. Kenderi Endre; Kárpátontúli Kiadó, Uzshorod, 1952
- Csuk és Gek. Elbeszélés; ford. Szöllősy Klára; Ifjúsági, Bp., 1953 (Kispajtások mesekönyve)
- Gajdar válogatott művei, 1-2.; ford. Árkos Antal et al.; Ifjúsági, Bp., 1954
- Timur és csapata / A hóvár parancsnoka; ford. Szöllősy Klára, versford. Darázs Endre; Athenaeum, Bp., 1950
- Pajtásaim; Kárpátontúli Kiadó, Uzsgorod, 1955
- Hadititok; ford. Rab Zsuzsa; Ifjúsági, Bp., 1955
- A kék csésze; ford. G. Lengyel Judit; Ifjúsági, Bp., 1955 (Kispajtások mesekönyve)
- A négyes számú fedezék és egyéb történetek; ford. Rab Zsuzsa, Kulcsár István; Ifjúsági, Bp., 1956 (Kispajtások mesekönyve)
- Timur és csapata. Regények és elbeszélések; ford. G. Lengyel Judit et al., utószó Schindler Frigyesné; Móra, Bp., 1962 (Az én könyvtáram. Az ifjúsági irodalom remekei)
- A négyes számú fedezék. Elbeszélések; ford. Lengyel Judit, Rab Zsuzsa, Szőllősy Klára; Móra, Bp., 1972
- A dobos története. Kisregények és elbeszélések; ford. Szőllősy Klára, G. Lengyel Judit; Móra, Bp., 1975

### Magyarul megjelent kisregény- és novellagyűjteménye
| A dobos története (Móra Ferenc Könyvkiadó – Kárpáti Kiadó, 1975)                                                                    | A dobos története (Móra Ferenc Könyvkiadó – Kárpáti Kiadó, 1975) |
| --- | ---------------------------------------------------------------- |
| - A kék csésze - Csuk és Gek - A forró kő - Füst az erdőn - A dobos története - Timur és csapata - A hóvár parancsnoka - Önéletrajz |                                                                  |